# Serpulorbis squamiger
Serpulorbis squamiger är en snäckart som först beskrevs av Carpenter 1856.  Serpulorbis squamiger ingår i släktet Serpulorbis och familjen Vermetidae. Inga underarter finns listade i Catalogue of Life.